# جرج وی. چیلینگاریان
جرج وی. چیلینگاریان (ارمنی: Գևորգ (Ջորջ) Չիլինգարյան؛ انگلیسی: George V. Chilingar؛ زادهٔ ۲۲ ژوئیهٔ ۱۹۲۹ - درگذشته ۹ مارس ۲۰۲۳) استاد دانشگاه، و زمین‌شناس ارمنی‌تبار بود.

## زندگی‌نامه

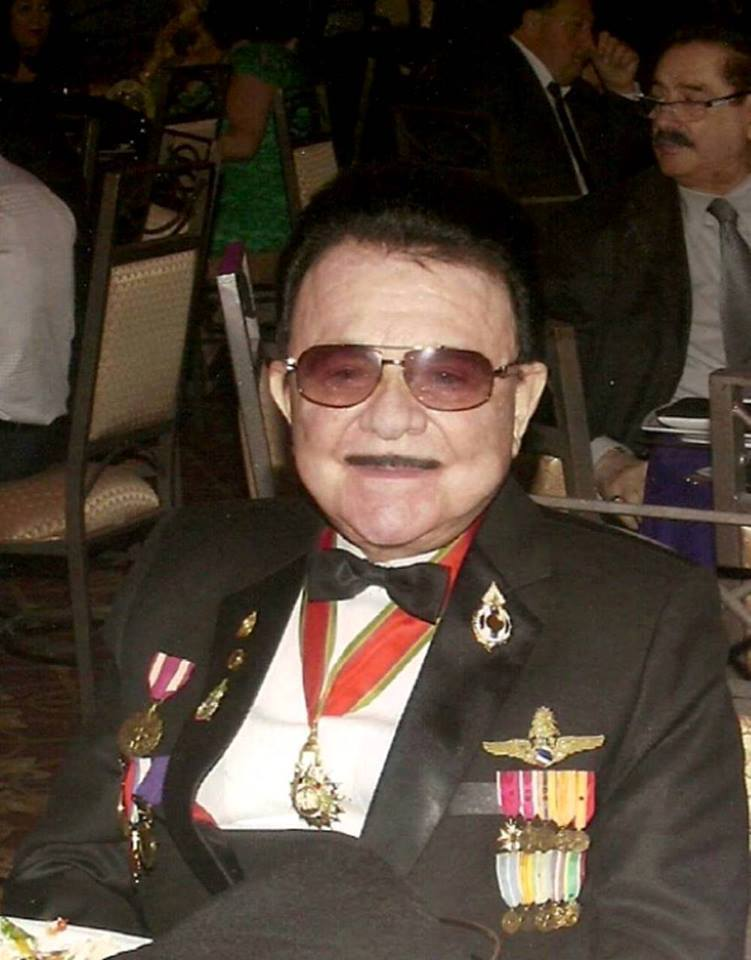

جرج چیلینگاریان، از پدری پزشک و در خانوادهای تحصیل کرده در گرجستان شوروی به دنیا آمد؛ و همه دوران کودکی خود را در ایران سپری کرد. او بعدها به ایالات متحده آمریکا مهاجرت نمود و در رشته نفت و انرژی به تحصیل پرداخت و تا بالاترین مدارج علمی در این زمینه را کسب نمود. چیلینگاریان از ۴۲ سال پیش به این سو صاحب کرسی نفت در دانشگاه ایالتی کالیفرنیا USC است و تا کنون هزاران دانشجوی مستعد را در زمینه کشف، استخراج و مدیریت منابع نفتی تربیت کردهاست که بسیاری از آنها اینک از مناصب قابل توجهی در حوزه انرژی بین‌المللی برخوردارند. جرج چیلینگاریان تاکنون ۷۲ عنوان کتاب در زمینه نفت و اکتشاف آن و نیز میزان و مدیریت منابع نفتی در کشورهای نفت خیز جهان به رشته تحریر درآورده است که بسیاری از آنها جزو اسناد مرجع علمی و اقتصاد انرژی محسوب می‌شود. او نقش پر رنگی در توسعه آموزش ارامنه در آمریکا به عهده دارد. وی به زبان‌های رسمی، آلمانی و انگلیسی تسلط دارد.

## عضویت
- آکادمی علوم روسیه
- فرهنگستان ملی علوم ارمنستان